# Nocturnal
Nocturnal är det tredje studioalbumet av det amerikanska death metal-bandet The Black Dahlia Murder, utgivet 2007 av skivbolaget Metal Blade Records.

## Låtlista
1. "Everything Went Black" – 3:17
2. "What a Horrible Night to Have a Curse" – 3:50
3. "Virally Yours" – 3:02
4. "I Worship Only What You Bleed" – 1:59
5. "Nocturnal" – 3:12
6. "Deathmask Divine" – 3:37
7. "Of Darkness Spawned" – 3:22
8. "Climactic Degradation" – 2:39
9. "To a Breathless Oblivion" – 4:57
10. "Warborn" – 4:40

- Text: Trevor Strnad
- Musik: Brian Eschbach

## Medverkande
Musiker (The Black Dahlia Murder-medlemmar)
- Trevor Strnad – sång
- John Kempainen – gitarr
- Brian Eschbach – gitarr
- Bart Williams – basgitarr
- Shannon Lucas – trummor

Produktion
- Brian Slagel – producent
- Jason Suecof – producent, ljudmix
- Eric Rachel – ljudtekniker
- Eric Kvortek – ljudtekniker
- Kyle Neeley – ljudtekniker
- Mark Lewis – ljudtekniker
- Alan Douches – mastering
- Mark Riddick – omslagskonst
- Necrolord (Kristian Wåhlin) – omslagskonst